# Edward Applewhaite
Pour les articles homonymes, voir Applewhaite.
Edward Turney Applewhaite (23 novembre 1898-12 septembre 1964) est un homme politique canadien de la Colombie-Britannique. Il est député fédéral libéral de la circonscription britanno-colombienne de Skeena de 1949 à 1957. 

## Biographie
Né à Nelson en Colombie-Britannique, Applewhaite tente sans succès d'obtenir un siège à la  Chambre des communes du Canada lors de l'élection de 1945. Élu en 1949 et réélu en 1953, il est vice-président des comités pléniers durant son second mandat. Il est défait lors de l'élection de 1957.
Son arrière-petite-fille, Deborah Grey, est députée conservateur de Beaver River et d'Edmonton-Nord de 1989 à 2004.